# Minna Aaltonen
Minna Aaltonen (n. 17 septembrie 1966, Åbo, Finlanda – d. 11 septembrie 2021) a fost o actriță finlandeză.